# Алтынай (ансамбль)
Алтынай — ансамбль народных танцев, первый танцевальный фольклорный коллектив в истории казахского искусства. Образован в 1986 году при Алматинской областной филармонии имени Суюнбая. Организатор ансамбля А. Жанибеков. В репертуаре — древний кыпчакский танец «Алқа—қотан», бытовой «Киіз басу», традиционные «Қоштасу», «Бақсы биі», шутливые «Келіншек», «Ұтыс», «Аударыспақ» и другие танцы; которые поставили на сцене: ветеран казахского искусства, художеств, руководитель и танцор А. Исмаилов; первый художественный руководитель ансамбля, балетмейстер и педагог О. В. Голушкевич; первая солистка ансамбля — заслуженная артистка Казахстана Т. Изимова.
Для постановки танцев были приглашены балетмейстеры–постановщики: Заслуженный работник РСФСР, Заслуженный деятель искусств Казахской ССР О.Всеволодская- Голушкевич, Народный артист Казахской ССР – Д. Абиров, Народная артистка Казахской ССР Ш.Жиенкулова, Заслуженный артист Казахской ССР, знаток фольклорной хореографии – А.Исмаилов, Ж.Байдаралин, Заслуженный деятель искусств РК М. Тлеубаев, Г.Орымбаева, балетмейстер–постановщик І степени КНР Н.Тайыр. Заслуженная артистка РК, кандидат искусствоведения, профессор Т. Изим и Деятель искусств РК У.Макан также внесли огромный вклад в становление ансамбля.
Музыкальным материалом для танцев служат казахские народные кюи, мелодии, песни, а также древняя ритмика, дошедшая из глубины веков в образах народного музыкального и танцевального творчества. Обширен и разнообразен репертуар ансамбля, в который вошли ритуальные, обрядовые, бытовые, лирические, игровые танцы. Очень тщательно с учетом этнографических особенностей народов, подбирались костюмы и все атрибуты, необходимые для художественного оформления танцев.На сегодняшний день репертуар ансамбля составляет более 150 танцев и танцевальных постановок. Художественным руководителем ансамбля является  Бегзат Агияр.
Главный балетмейстер – Абдиева Газиза Макешевна.
Гордое звание государственного ансамбля несут также девушки и юноши коллектива.